# Youssef Chahine
Youssef Gabriel Chahine (árabe: يوسف شاهين) (25 de enero de 1926 - 27 de julio de 2008) fue un realizador, actor, escenógrafo y productor egipcio de fama internacional. Desarrolló su carrera desde los años 50 hasta su muerte. Fue galardonado en el 50 aniversario del Festival de Cannes con el premio por su trayectoria. En su etapa de madurez como cineasta se le reconoce ser uno de los precursores del cine realista en Egipto, con una obra combativa que abordaba a menudo cuestiones sociales, con una potente carga crítica.

## Infancia y juventud
Youssef Chahine, de nombre completo Youssef Gabriel Chahine (en árabe يوسف جبريل شاهين), nació el 25 de enero de 1926 en Alejandría (Egipto) y murió el 27 de julio de 2008 en El Cairo (Egipto). Chahine nació en una familia cristiana católica greco melquita. Su padre era de origen libanés y su madre griega, lo que suponía que en el hogar pudieran hablar hasta 5 lenguas diferentes. Su familia pertenecía a la clase media egipcia, y Chahine fue educado en escuelas privadas y en el instituto de élite Victoria College en Alejandría. 
Desde temprana edad, a Chahine le fascinaba el mundo de las artes y la actuación. Con 9 años, la tragedia llega al hogar cuando su hermano mayor fallece de neumonía.
En su juventud, Chahine ingresa en la Universidad de Alejandría,  tras lo cual convence a sus padres para que le permitan viajar a Hollywood y estudiar interpretación. Efectivamente, pasará en Los Ángeles desde 1946 hasta 1948, con el fin de estudiar en el colegio de Pasadena Playhouse.
A su regreso trabaja como aprendiz para el director de documentales italiano Gianni Vernuccio, además de conocer al que fue su mentor, Alvisi Orfanelli.

## Trayectoria profesional
Desde los años 30 el cine egipcio ha gozado de gran estructura de producción y éxito, considerándose el llamado “Hollywood” de Oriente Medio, exportando sus numerosas películas por todos los países árabes. Es en este contexto en el que Chahine realiza su primera película, Baba Amine (Papa Amine), en 1950. 
No será hasta 1953 que Youssef Chahine trabaje con el entonces desconocido actor Omar Sharif, en su película Sera’a fil Wadi (Struggle in the Valley). Para el año 1958, su reputación como nueva promesa del cine árabe se consolida con Bab el Hadid (The Iron Gate).
La obra de Chahine posee un importante carácter crítico con la sociedad egipcia de su época. Sus filmes de carácter épico no son simplemente usados por Chahine para ilustrar eventos históricos, sino como una vía para escrutar el presente. A pesar de poseer un amplio público en el mundo árabe, no era así en occidente, donde su obra era desconocida hasta que Jean-Louis Bory, escritor francés, comenzó a hacer proyecciones de sus películas en París.
A partir de 1960, las estructuras del cine egipcio vigentes hasta el momento son remodeladas con las campañas de nacionalizaciones. Se crea la Organización General del Cine en 1961 y el estado toma posesión de los estudios cinematográficos y las salas de exhibición. El primer filme representativo de esta política y producido por el estado fue An-nasir Salah ad-Din (Saladin, the victorious) de Chahine, en el año 1963. Se trata de una obra con gran carga ideológica en la que se refleja el panarabismo de la época y el apoyo a las políticas nasseristas. Evoca Chahine un paralelismo entre las cruzadas contra los Cristianos invasores y el colonialismo sionista.
La mencionada Organización Nacional del Cine producirá otros títulos de Chahine: Fagr yaum gadid en 1964 (Dawn of a New Day), Al-ard (The Land) de 1969 y Al-ikhtiyar (The Choice) de 1970. 
Se trasladó al Líbano, donde realizó una comedia musical considerada de las mejores del cine árabe, Bayya' al-khawatim (The Ring Seller) en 1965. Realizó también una coproducción hispano-egipcio-libanesa titulada Rimal al-dhahabc (Sands of Gold) (1967), cuyo fracaso en taquilla le llevó a regresar a Egipto.

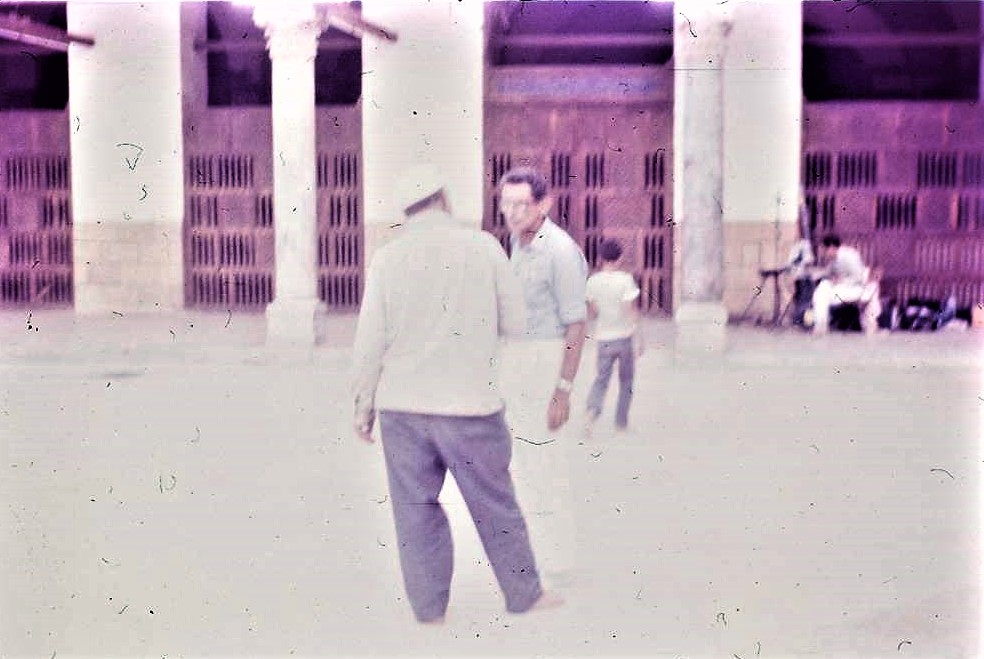
Fotografía tomada durante el rodaje de "Adieu Bonaparte" en 1984. Imagen cedida por el autor.

Tras la Guerra de los Seis Días, Chahine es el encargado de realizar la primera coproducción egipcio-soviética, que comenzará en 1968 y fue llamada Al-Nas f’il Nil (People of the Nile) protagonizada Salah Zulfikar y Soad Hosny, cuyo objetivo es contar el proyecto de construcción de la presa de Asuán. El proyecto vio la luz en 1972. Mientras tanto, Chahine dirigió Al-qadiya 68 (El proceso 68) en 1968, la cual reflejaba el sentimiento nacionalista y antibritánico de la época, mostrando, por otra parte, una visión muy crítica de la época que le supuso la censura directa.
Realiza en esta etapa Al-Ard (The Land) en 1969, mencionada anteriormente, inspirada en la sociedad rural de los años 30 con la que trazaba paralelismos con la realidad árabe contemporánea de manera crítica, lo que le supuso la censura por parte del gobierno de Sadat. Chahine continúa con su cine crítico y combativo con los títulos Al-Ikhtiyar, también introducido antes, estrenado en 1970 y al-'Usfur (The Sparrow) en 1973. En esta última, Chahine narra la historia de un gemelo que asesina a su hermano para suplantar su identidad, y en ella, de manera simbólica y crítica, el cineasta representa la separación entre la élite intelectual y el resto de la sociedad egipcia, a la vez que critica el contexto de la Guerra de los Seis Días. Esta obra también resultó censurada por el gobierno.

### Trilogía autobiográfica
Desde los años 70, momento en que Gamal Abd El Nasser fallece y toma el poder Sadat, el aperturismo que éste promueve comienza a eliminar las ayudas del estado a la industria cinematográfica. Este contexto comienza a dificultar a los autores de cine realista y no comercial la difusión de sus obras y el impacto en amplios públicos.
A mediados de los años 70, Chahine sufrió un ataque al corazón. Tras su recuperación, comienza la realización de su primera trilogía autobiográfica, compuesta de los títulos: Iskindria…Leh? (Alexandria…Why?) de 1978, con la que gana el premio especial de jurado en el Festival Internacional de Cine de Berlín, Hadota Misreya (An Egyptian Tale) en 1982, la cual también recibió el premio del Festival Internacional de Cine de Berlín, y la tercera y última de la trilogía, estrenada en 1990, Iskindiriah Kaman Oue Kaman (Alexandria Again and Forever).
En Iskindria…Leh?, Chahine narra la historia de la ciudad en el año 1942, momento en que históricamente los nazis se disponían a invadir Egipto y fueron combatidos por los aliados en al-Alamayn. Propone en el filme una serie de historias de amor que demuestran, como le ha sido reconocido al director, su alta capacidad para transmitir el contexto, los sentimientos y los conflictos de la clase media cristiana en tiempos de guerra. Chahine representa fidedignamente una Alejandría multiétnica y multireligiosa, con todas las cuestiones que ello conlleva: islamismo, comunismo, nacionalismo anticolonial y sionismo.
La segunda obra, Hadota Misreya, es una obra íntima, de autoanálisis, en la que Chahine aborda sus problemas de salud, su familia y su profesión como director. Con esta película consigue una atención internacional y, en ocasiones, un cierto rechazo, al introducir en la trama un conflicto en el que uno de los personajes, Yahya, se indigna con el sionismo gobernante en Hollywood que parece ir contra los directores árabes, arremetiendo contra los judíos. Otro personaje será el encargado de recordarle la diferencia entre judíos y sionistas.

### El cine egipcio de los años 1990 y la obra de Chahine
Los años 1990 en el cine egipcio se enfrenta al problema común del cine árabe: la falta de mercados, la incapacidad de hacer frente a cines como el estadounidense o el indio, el aumento de la popularidad del medio televisivo y, por tanto, el aumento de apoyos a la industria televisiva en detrimento del apoyo estatal al cine. Esto crea para los países árabes una necesidad de recurrir a fuentes de financiación y difusión europeas. Esto permitirá a cineastas como Chahine continuar trabajando de manera continuada coproduciendo sus filmes con Francia. 
A principios de la década de los 90, Chahine comenzó a profundizar en la escritura de sus filmes en temas más incendiarios. Al-Mohager (The Emigrant), de 1994, escrita por Chahine junto a Rafiq As-Sabban, fue un proyecto inspirado vagamente por la historia bíblica del profeta José, y fue un éxito en Egipto durante varias semanas antes de que un tribunal ordenara retirarlo de los cines. Dicha retirada tuvo lugar a causa de una denuncia realizada por un grupo fundamentalista que acusaba a la cinta de blasfemia. Chahine se indignó con la medida, declarando no hacer películas para ocultarlas.
De aquí en adelante los temas que trata Chahine resultan cada vez más provocativos, respondiendo así a los grupos que se oponen a la libre exhibición de sus filmes, como es el caso de Al-Massir (The Destiny), de 1997. En él, la historia se sitúa en la España árabe del siglo XII y protagoniza la cinta el filósofo Averroes durante el mandato del Califa Al-Mansour (Almanzor). Dicho mandato se encuentra amenazado por una secta religiosa fanática que se empeña en explotar el islam con fines políticos. Fue aclamada en Europa, a pesar de ser considerada a menudo como un filme algo tosco, poco cuidado estéticamente. El mensaje de Chahine estaba claramente dirigido a los fundamentalistas que denunciaron Al-Mohager por representar a un profeta en pantalla y al tribunal que les dio la razón. Chahine habló de estas realidades políticas contemporáneas en una entrevista realizada en 1996 por U. S. News & World Report con Alan Cooperman, calificando el surgimiento del fundamentalismo islámico en el mundo árabe como «una ola negra que viene del golfo", afirmó. «El egipcio siempre ha sido una persona muy religiosa, pero al mismo tiempo es un amante de la vida, del arte, la música, el cine y el teatro.«
Al-Massir se estrenó en el 50.º Festival de Cine de Cannes de 1997, en el que además se le concedió a Chahine el Lifetime Achievement Award. De vuelta en Egipto, sin embargo, Chahine continuó luchando contra una determinada facción de conservadores islámicos que se opusieron a ciertos temas e imágenes en sus películas. Toda la industria cinematográfica egipcia sintió el impacto de esta nueva marea cultural, con el número de películas estrenadas en los estudios de El Cairo drásticamente reducido durante la década de 1990. «Todos mis proyectos son de alto riesgo, y peleo como loco. Paso el 80 por ciento de mi tiempo en la política, el 20 por ciento haciendo películas», le dijo a Dupont en la entrevista del International Herald Tribune. «Recaudar dinero es política; cada centavo que gano vuelve al cine. No puedo permitirme parar. Y el gobierno está tratando de matar al cine cobrando impuestos. Sólo se preocupan por la televisión».

### La obra de Chahine tras el 11 de septiembre
Cabe destacar la participación de Chahine en la película coproducida por Francia e Inglaterra en 2002 en relación con los atentados del 11 de septiembre de 2001 y llamada 11’09”01 – September 11. Chahine será uno de los once directores que desarrollen una pieza breve en relación con la tragedia. En particular, el fragmento de Chahine versa sobre un soldado estadounidense que conversa con el director sobre las causas y consecuencias del suceso.
Por otro lado, al margen de este proyecto, y en el contexto de un mundo post 11 de septiembre, las acusaciones de antiamericanismo se levantaron una vez más contra las obras de Chahine. Su película de 2004, Alexandria… New York, fue otra exploración semiautobiográfica, presentando como argumento a un estimado director egipcio que viaja a la ciudad de Nueva York por primera vez en varios años. Allí conoce a su hijo, medio-americano, del que nunca supo su existencia y el cual reniega de él a causa de sus orígenes.

## Fallecimiento
A la edad de 81 años, Chahine había realizado su 45° película, Heya Fawda (Is This Chaos…?), que esperaba ser estrenada en Egipto a principios de 2008. La película fue seleccionada en el Festival de Cine de Venecia y en el Festival Internacional de Cine de Toronto. En junio de 2008, Chahine estaba en coma debido a una hemorragia cerebral. Chahine permaneció en coma durante un mes, hasta que falleció en julio de 2008.  

## Premios y distinciones
Festival Internacional de Cine de Cannes
| Año  | Categoría                    | Película | Resultado |
| ---- | ---------------------------- | -------- | --------- |
| 1997 | Premio del 50.º aniversario: | -        | Ganador   |

Festival Internacional de Cine de Venecia
| Año  | Categoría     | Película              | Resultado |
| ---- | ------------- | --------------------- | --------- |
| 2002 | Premio UNESCO | 11'09"01 September 11 | Ganador   |